# Erechtia gibbosa
Erechtia gibbosa är en insektsart som beskrevs av Degeer. Erechtia gibbosa ingår i släktet Erechtia och familjen hornstritar. Inga underarter finns listade i Catalogue of Life.